# Hadramaut (kabila)
La kabila d'Hadramaut està formada per les tribus de l'Hadramaut al Iemen coneguts també com a hadramis o hadhramis. Habiten principalment les zones centrals i oriental del wadi Hadramaut i la regió de Shibam, que és considerada el lloc on comença el seu territori.
El seu ancestre fou Hunyar, a través de Saba al-Asghar.